# Albero Bajo
Albero Bajo (aragonesisch Albero Baixo) ist eine Gemeinde in der Provinz Huesca in der Autonomen Gemeinschaft Aragonien in Spanien. Sie liegt im nördlichsten Teil der Comarca Monegros am Canal del Flumen und an der Straße von Huesca nach Grañén.

## Geschichte
Auf dem Gemeindegebiet wurden archäologische Überreste aus der Metallzeit gefunden.

## Bevölkerung
Wie in vielen Gemeinden der Provinz Huesca hat eine substantielle Bevölkerungsabnahme stattgefunden (1900 noch 211 Einwohner).
| 1991 | 1996 | 2001 | 2004 |
| ---- | ---- | ---- | ---- |
| 113  | 117  | 109  | 93   |

## Sehenswürdigkeiten
- Von der Burg aus dem 15. Jahrhundert sind Mauerreste und ein Turm erhalten.
- Die später veränderte, einschiffige Pfarrkirche Nuestra Señora de la Rosa (12.–13. Jahrhundert) mit Spitztonnengewölbe und außen polygonaler, innen halbkreisförmiger Apsis und Portal mit drei Archivolten.